# Chóchope
Chóchope es una localidad peruana capital del distrito homónimo ubicado en la provincia de Lambayeque en el departamento de Lambayeque. Se encuentra a una altitud de 215 m s. n. m. Tiene una población de 436 hab. según el Directorio Nacional de Centros Poblados en el 2017.
Desde el punto de vista jerárquico de la Iglesia católica, forma parte de la Diócesis de Chiclayo.